# Archidiecezja đakowsko-osijecka
Archidiecezja đakowsko-osijecka – łac. Archidioecesis Diacovensis-Osijekensis – archidiecezja Kościoła rzymskokatolickiego w Chorwacji. Należy do metropolii Ðakovo-Osijek. Została erygowana w 2008 roku. W latach 1100–2008 była diecezją. Siedzibą arcybiskupa jest Katedra św. Piotra w Djakovie, drugą świątynią jest Konkatedra Świętych Apostołów Piotra i Pawła w Osijeku.